# Mario Delitala
Mario Delitala (Orani, 16 settembre 1887 – Sassari, 28 agosto 1990) è stato un pittore e incisore italiano.

## Biografia
Era figlio di Bardilio Delitala, medico condotto e di Adelaide Corti.
È considerato come uno dei più grandi incisori italiani del Novecento. 
Dopo aver frequentato le scuole primarie nel suo paese natale, prosegue gli studi a Sassari dove consegue il diploma di ragioniere. Per tre anni vive a Milano lavorando nel settore amministrativo della ditta Duchesne e nello stesso tempo frequentando il Corso Superiore di Disegno litografico. Nel 1911 ritorna ad Orani dove realizza due opere per il Municipio. Nel 1912 si trasferisce a Cagliari. Nel capoluogo della regione conosce altri artisti come Francesco Ciusa, Filippo Figari, Remo Branca.
Il 28 dicembre 1914 viene iniziato alla Massoneria nella Loggia Karales di Cagliari, fondata nel 1912 dalla Serenisima Gran Loggia d'Italia di Piazza del Gesù, che pochi mesi prima della sua iniziazione era passata alle dipendenze del Grande Oriente d'Italia. 

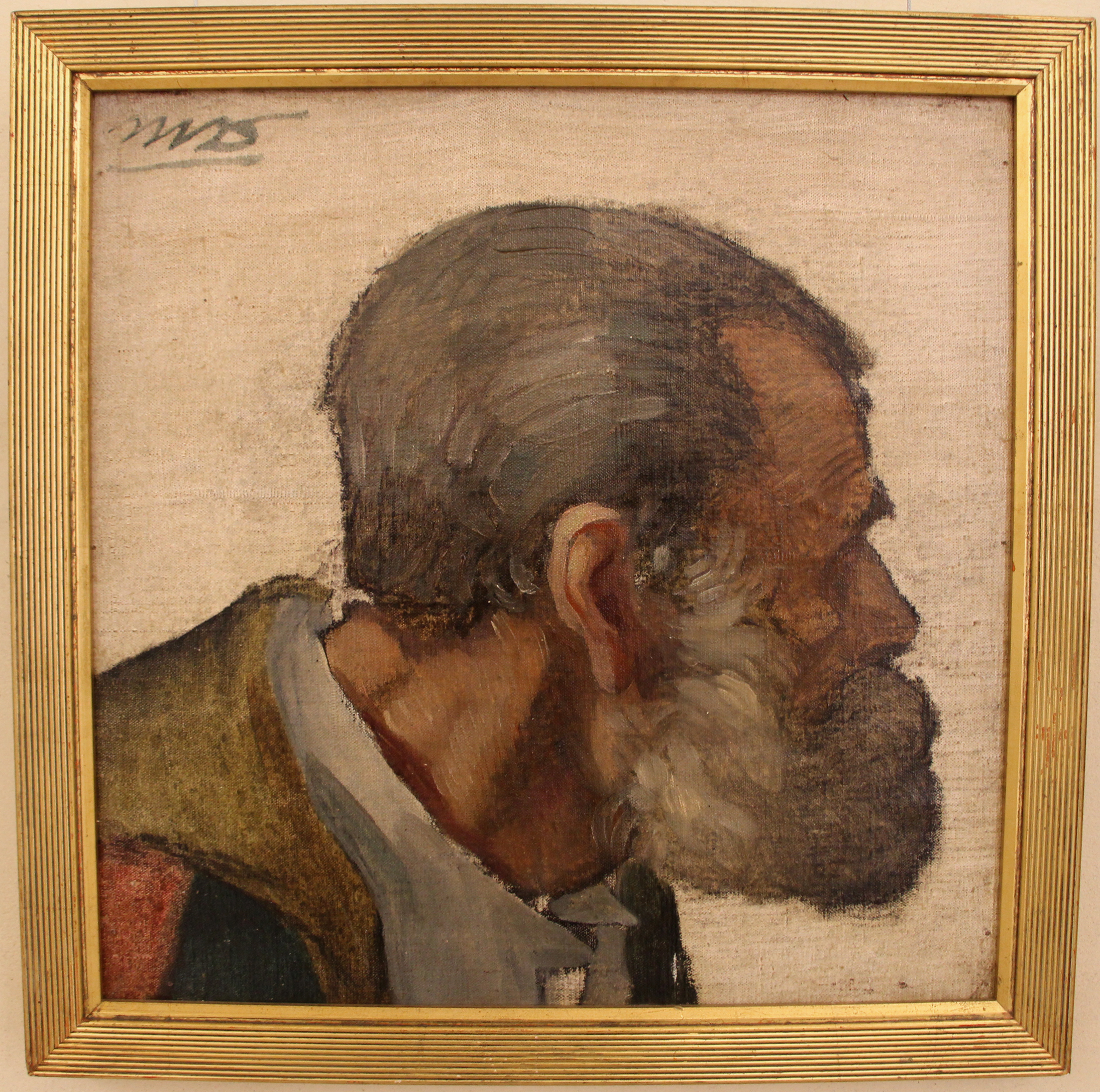
Mario Delitala
Volto di vecchio, 1924
Pinacoteca nazionale di Sassari

Nel 1915, allo scoppio del conflitto mondiale, parte soldato per il fronte. 
Alla fine della guerra si ferma a Venezia dove completa la sua formazione. 
Tornato in Sardegna nel 1922 dà avvio al periodo più fecondo della sua produzione dipingendo l'aula del Comune di Nuoro nel 1926, eseguendo gli affreschi nel Duomo di Lanusei tra il 1927 ed il 1931, lavorando a Sassari e in tante altre località isolane. Nel 1935 vince il Premio della Regina, ex aequo con Stanis Dessy.

Mario Delitala, Acquaiole verso la fonte, xilografia, 1926

Trasferitosi ad Urbino, nel 1936 alla Biennale di Venezia vince il Premio Presidenza Biennale,  prendendo poi parte a mostre in tutto il mondo. 
Dopo il rientro in Sardegna nel 1945, nel 1948 è chiamato a dirigere l'Istituto d'Arte di Palermo dove rimane fino al 1960 eseguendo molte opere a Palermo, Enna e Trapani.
Nel 1963 ottiene la pensione e si stabilisce a Sassari continuando a dipingere e realizzare originali opere artistiche in ceramica e altri materiali, collaborando in particolare per la decorazione della nuova sede del Convitto Nazionale "Canopoleno".

Muore nel 1990 all'età di 102 anni.
A lui è stato intitolato il liceo artistico di Lanusei